# Иарас
Иарас (порт. Iaras) — муниципалитет в Бразилии, входит в штат Сан-Паулу. Составная часть мезорегиона Бауру. Входит в экономико-статистический микрорегион Аваре. Население составляет 3718 человек на 2006 год. Занимает площадь 401,371км². Плотность населения — 9,3 чел./км².

## История
Город основан 9 января 1990 года.

## Статистика
- Валовой внутренний продукт на 2003 составляет 36.134.270,00 реалов (данные: Бразильский институт географии и статистики).
- Валовой внутренний продукт на душу населения на 2003 составляет 10.587,25 реалов (данные: Бразильский институт географии и статистики).
- Индекс развития человеческого потенциала на 2000 составляет 0,742 (данные: Программа развития ООН).

## География
Климат местности: субтропический. В соответствии с классификацией Кёппена, климат относится к категории Cfb.